# Paramyxine
Paramyxine é um gênero de mixinas com as seguintes espécies descritas:
- Paramyxine atami,
- Paramyxine cheni,
- Paramyxine femholmi,
- Paramyxine sheni e
- Paramyxine wisneri.